# Calosoma obsoletum
Calosoma obsoletum är en skalbaggsart som beskrevs av Thomas Say 1823. Calosoma obsoletum ingår i släktet Calosoma och familjen jordlöpare. Inga underarter finns listade i Catalogue of Life.